# تپه مامالیس (۲)
تپه مامالیس (۲) مربوط به دوران پیش از تاریخ ایران باستان است و در شهرستان مرودشت، بخش مرکزی، روستای تاج آباد واقع شده و این اثر در تاریخ ۲۲ مرداد ۱۳۸۴ با شمارهٔ ثبت ۱۳۳۲۸ به‌عنوان یکی از آثار ملی ایران به ثبت رسیده است.